# Chiara Samugheo
Chiara Samugheo (25. března 1935 Bari – 13. ledna 2022 tamtéž) byla italská neorealistická fotografka a fotožurnalistka. Byla známá jako první profesionální fotografka v Itálii, která si vybudovala reputaci během 50. a 60. let fotografováním filmových hvězd a celebrit ve své zemi.

## Životopis
Chiara Samugheo, vlastním jménem Chiara Paparella, chtěla odmala skládat hudbu. Zatímco si ji rodiče představovali jako učitelku, ona v roce 1953, v roce svých 18. narozenin, odešla do Milána. Začala navštěvovat tehdejší intelektuální prostředí: Enzo Biagi, Alberto Moravia, Pier Paolo Pasolini a Giorgio Strehler, kteří jí navrhli, aby chodil na lekce dramatu a pantomimy. Během tohoto období se setkala s Pasqualem Prunasem, zakladatelem kulturního časopisu Sud a tím, s kým později sdílela svůj život. Byl také u původu jejího uměleckého jména, protože navrhl, aby si vzal jméno města na Sardinii, Samugheo. Nasměroval ji k vedení nového časopisu Le Ore, který je orientována na mezinárodní fotožurnalistiku, v duchu Paris Match.
Zpočátku se snažila být zpravodajkou, ale poté, co se setkala s jedním z nejvýznamnějších fotografů těch let, Federicem Patellanim, rozhodla se pracovat pro něj. Jejími prvními fotografickými pracemi byly reportáže o magicko-náboženských fenoménech jižní Itálie, jako jsou Tarantismo, a o problémech italské společnosti, fotografovala neapolské slumy a cikány ve vězení.
Následně produkovala fotografická díla pro největší mezinárodní periodika, obálky významných časopisů a vydala několik knih. Od konce 50. let fotografovala největší mezinárodní hvězdy (jako Liz Taylorová, Shirley MacLaine, Monica Vittiová, Sophia Lorenová, Claudia Cardinalová nebo Gina Lollobrigida). Éra „sladký život“ přináší úspěch nového typu fotožurnalistiky a recenzí, kde hvězdný systém představuje znamení pokroku. Obálky a zprávy musí uvádět divu – ženu, jako předmět touhy. Fotografie Chiary Samugheo vycházejí z tohoto kontextu, ale jejich cílem je vrátit tělu-objektu divy skutečnou ženskost a osobnost, něco intimního, na rozdíl od pomíjivého prostředí postaveného kolem jejich těl, čímž přispívají k mytologii italské kinematografie.
Na svém kontě má více než 165 000 záběrů. Působivé fotografické archivy Chiary Samugheo jsou uloženy v Centre for Studies and Communication Archives (CSAC) Univerzity v Parmě.
Reputace Chiary Samugheo rostla díky jejímu působení v Hollywoodu (zejména byla hostem producenta Joe Pasternaka ), ve Španělsku, v Rusku, v Japonsku.
Poté, co několik let žila v Římě, se přestěhovala do Nice, kde pracovala ve svém ateliéru na Rue Droite, ulici umělců. Je čestnou občankou Francie a 2. června 2003 obdržela titul Cavaliere della Repubblica Italiana.
Její práce je zahrnuta ve sbírce Muzea umění Houston a je archivována v Centre des études et Archives de la Communication (CSAC) Parmské univerzity.
Zemřela v Bari dne 13. ledna 2022 ve věku 86 let.

## Publikace
- Costumi di Sardegna, 1982[14]
- Sardegna nel Sinis
- Stelle di carta, 1984[15]
- O dolce mio, 1985
- Lucca e la Lucchesia
- Vanità sarda
- Vicenza e Palladio
- Sardegna, quasi un continente
- I Nebrodi
- Bacco in Sardegna
- Natura magica della Sardegna
- Le corti del verde
- Al cinema con le stelle
- Il reale e l'effimero
- Cento dive
- Cento anni di cinema
- Carnaval de Rio

## Sbírky
Autorčino dílo se nachází v následující stálé sbírce:
- Muzeum umění Houston[11]